# Báo và phát thanh, truyền hình Thái Nguyên
Báo và Phát thanh - Truyền hình Thái Nguyên là đơn vị sự nghiệp trực thuộc tỉnh ủy Thái Nguyên. Hiện là một cơ quan truyền thông đa phương tiện với 1 kênh truyền hình, 1 kênh phát thanh, 1 tờ báo điện tử và tạp chí phát thanh - truyền hình.

## Lịch sử hình thành và phát triển
- Ngày 2 tháng 9 năm 1956: Chương trình truyền thanh đầu tiên của Đài Truyền thanh tỉnh Thái Nguyên được phát sóng với lời xướng "Đây là Đài Truyền thanh tỉnh Thái Nguyên, phát đi từ thị xã Thái Nguyên" dựa trên nền nhạc ca khúc "Chào mừng Đảng Cộng sản Việt Nam" của nhạc sĩ Đỗ Minh, đánh dấu về sự ra đời của một tờ báo nói đầu tiên tại tỉnh Thái Nguyên. Mốc thời điểm ấy, chính thức được công nhận là ngày thành lập Đài Phát thanh - Truyền hình Thái Nguyên ngày nay[1].
- Ngày 2 tháng 9 năm 1992: Đài chính thức phát chương trình truyền hình đầu tiên đánh dấu sự có mặt đầy đủ hai loại hình báo nói, báo hình trên địa bàn tỉnh. Trong thời gian này, Đài mang tên là "Đài Phát thanh - Truyền hình Bắc Thái".
- Ngày 1 tháng 1 năm 1997: Tỉnh Thái Nguyên được tái lập, và Đài chính thức mang tên là "Đài Phát thanh - Truyền hình Thái Nguyên"[2]:837.
- Ngày 31 tháng 3 năm 1998: Kênh TN1 tiếp sóng thời sự VTV1 vào lúc 19h hàng ngày.
- Ngày 1 tháng 6 năm 2011: Đài PT-TH Thái Nguyên đã chính thức đưa kênh TN1 phát qua vệ tinh Vinasat-1, và hiện nay cũng phát qua vệ tinh Asiasat 5, phạm vi phủ sóng TN1 của Đài đến được tới một số nước trong khu vực Đông Nam Á, ½ lãnh thổ Trung Quốc và các quốc gia Hàn Quốc, Nhật Bản. Ngoài ra, kênh TN1 phát trực tuyến trên trang điện tử http://thainguyentv.vn nhằm phủ sóng rộng rãi hơn cho người dùng các thiết bị kết nối mạng Internet.
- Tháng 11 năm 2011: Kênh TN2 tiếp tục được cấp phép tăng thời lượng lên 18/7 hoặc 18,5/7.
- Tháng 12 năm 2011: Kênh phát thanh FM 106.5 MHz của Đài cũng đã được đưa lên vệ tinh Vinasat-1
- Ngày 15 tháng 5 năm 2012: Kênh TN1 phát sóng 24/7.
- Ngày 19 tháng 1 năm 2017: Kênh TN2 phát theo tiêu chuẩn HD; hoàn thiện các khâu để sang phát sóng truyền hình số mặt đất từ ngày 15 tháng 8 năm 2017; tăng thời lượng chương trình phát thanh lên 16/7 từ ngày 1 tháng 9 năm 2017; thực hiện liên kết sản xuất và phát sóng Kênh Khoa giáo - Đối ngoại - Giải trí TN2; đầu tư, cho ra mắt logo và nhận diện mới của Đài PT-TH Thái Nguyên.[3]
- Ngày 19 tháng 1 năm 2023: Kênh TN2 chính thức ngừng phát sóng sau 14 năm đồng hành cùng khán giả trong và ngoài tỉnh.[4]
- Ngày 1 tháng 7 năm 2025: Hợp nhất Đài Phát thanh - Truyền hình Thái Nguyên, Báo Thái Nguyên, Đài Phát thanh - Truyền hình Bắc Kạn, Báo Bắc Kạn thành Báo và Phát thanh - Truyền hình Thái Nguyên.

## Bộ máy tổ chức
Tổng số CBVC và lao động hiện nay là 220 người, trong đó biên chế là 132, hợp đồng lao động không xác định thời hạn là 88. Bộ máy của Đài bước đầu hoạt động ổn định, tạo tiền đề cho sự nghiệp phát thanh, truyền hình phát triển theo chiều sâu và mang tính chuyên môn hóa cao.

### Ban lãnh đạo
- Giám đốc: Nguyễn Thị Vũ Anh.
- Phó Giám đốc phụ trách nội dung: Nguyễn Nam Hải, Lê Huy Hòa.
- Phó Giám đốc phụ trách kỹ thuật: Lê Hữu Nhân.

### Logo

Logo TN Thái Nguyên từ 1997 - 01/08/2017
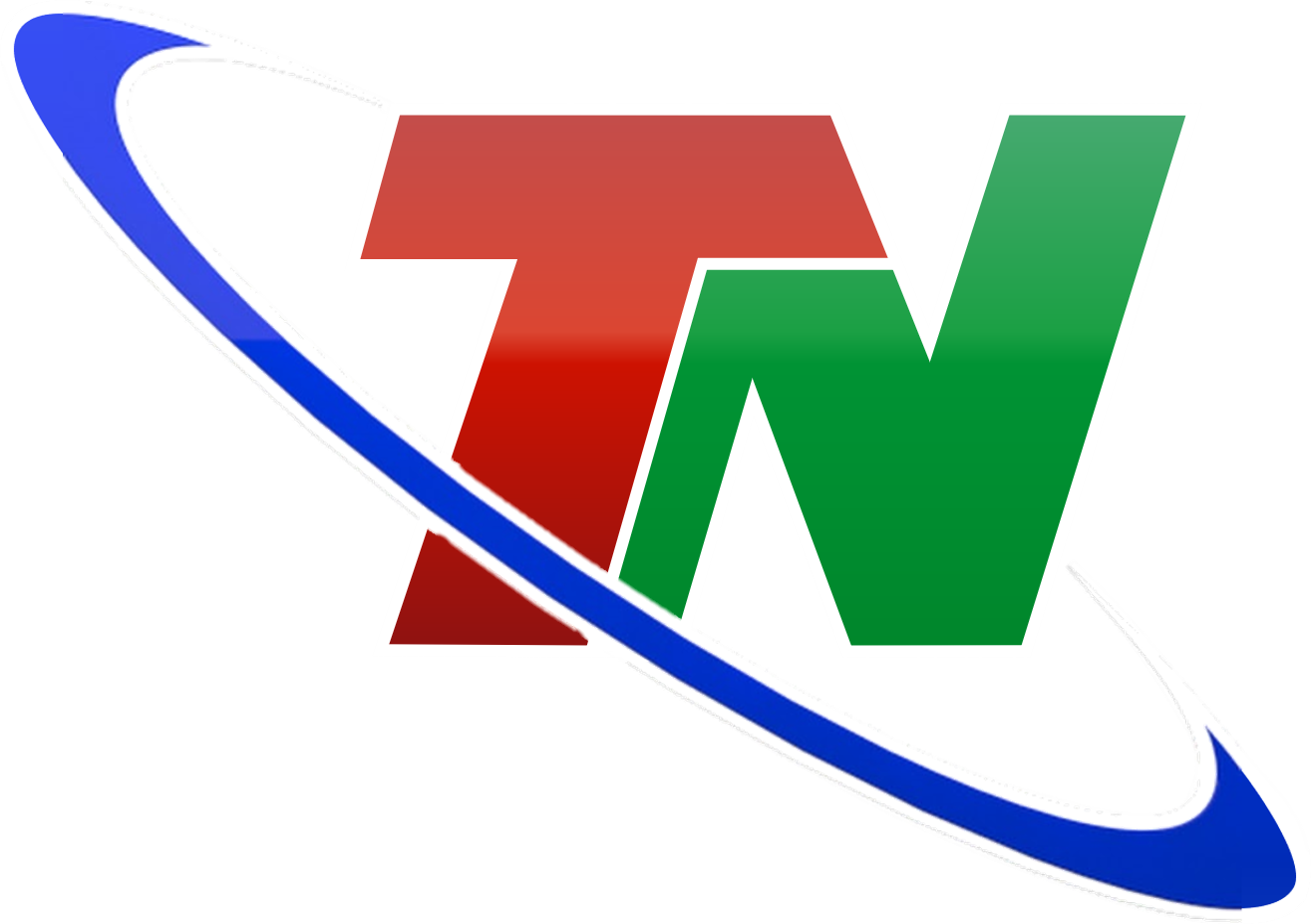
Logo TN Thái Nguyên từ 01/08/2017 - 30/06/2025

### Các phòng chuyên môn
Đài PT-TH Thái Nguyên có 14 phòng chuyên môn:
1. Phòng Biên tập
2. Phòng Thời sự
3. Phòng Văn nghệ - Giải trí
4. Phòng Tiếng dân tộc
5. Phòng Phát thanh
6. Phòng Thông tin điện tử
7. Phòng Sản xuất phim - Tổ chức sự kiện
8. Phòng Thông tin đối ngoại
9. Phòng Kỹ thuật - Công nghệ
10. Phòng Tổ chức hành chính
11. Phòng Dịch vụ - Quảng cáo
12. Phòng Bạn nghe đài, xem truyền hình
13. Phòng Quản lý tư liệu
14. Phòng Kế hoạch - Tài chính

Trong những năm qua, song song với việc nâng cao chất lượng đội ngũ, Ban biên tập Đài Phát thanh - Truyền hình Thái Nguyên đã từng bước đổi mới cách đưa tin, biên tập và cải thiện chất lượng các chương trình nhằm mục đích cập nhật và truyền tải các tin tức, sự kiện ngay trong ngày đến bạn nghe đài và xem truyền hình.

## Danh sách các kênh phát thanh và truyền hình

### Hiện tại
| Kênh         | Nội dung                            | Ghi chú |
| ------------ | ----------------------------------- | --- |
| TN           | Kênh Thời sự - Chính trị - Tổng hợp | Phát sóng vào năm 1992: Với tên gọi là Đài PT-TH Bắc Thái. Đến năm 1997: Trở lại là Đài PT-TH Thái Nguyên. Ngày 15 tháng 6 năm 2008: Kênh TN1 chính thức được phát sóng như hiện nay với nội dung là Kênh Thời sự - Chính trị - Tổng hợp. Hiện kênh đang phát sóng chuẩn HD, thời lượng 24/7. Nội dung bao gồm các chương trình tin tức, thời sự, phim truyện và một số chương trình giải trí khác. Phủ sóng trên tất cả các hệ thống truyền hình vệ tinh, truyền hình số mặt đất DVB-T2, MyTV, ViettelTV, FPT, VTVCab HD, VTVCab Analog tại Thái Nguyên, VTC Digital, và một số dịch vụ truyền hình OTT trên các thiết bị di động. |
| FM 106,5 MHz | Kênh Thời sự - Chính trị - Tổng hợp | Bắt đầu phát sóng từ ngày 2 tháng 9 năm 1956, khi Đài Truyền thanh tỉnh Thái Nguyên được thành lập. Kênh FM 106,5 MHz hiện đã phủ sóng qua vệ tinh, phát sóng 16/7. |

### Đã ngừng hoạt động
| Kênh | Nội dung                              | Ghi chú |
| ---- | ------------------------------------- | --- |
| TN2  | Kênh Khoa giáo - Đối ngoại - Giải trí | Ra đời vào ngày 15 tháng 6 năm 2008 với nội dung ban đầu là Kênh Phim truyện - Giải trí với thời lượng chỉ 6/7. Đến ngày 1 tháng 11 năm 2011: Kênh TN2 được Bộ Thông tin – Truyền thông cấp phép hoạt động chính thức, kênh phát sóng 18/7 hoặc 18,5/7. Kênh liên kết sản xuất nội dung cùng Công ty Dịch vụ truyền hình số VTC, với tín hiệu chuẩn HD, với nội dung là Kênh Khoa giáo - Đối ngoại - Giải trí. Kênh được phát sóng trên hạ tầng truyền dẫn của VTC Digital, MyTV, Truyền hình số mặt đất DVB-T2 khu vực Thái Nguyên. Từ 23:47, ngày 18 tháng 1 năm 2023: Kênh TN2 chính thức ngừng phát sóng sau 14 năm hoạt động. |

## Chương trình

### Chương trình truyền hình trực tiếp/cầu truyền hình nổi bật
- Ký ức 27 tháng 7.
- Ngàn hoa dâng Bác.
- Trở lại Điện Biên.

## Tạp chí và báo điện tử
- Tạp chí Truyền hình Thái Nguyên: Mỗi tháng ra một số với các thông tin giới thiệu quảng bá về miền đất và con người Thái Nguyên, kèm theo lịch phát sóng các chương trình truyền hình.
- Báo điện tử Đài PT-TH Thái Nguyên: http://thainguyentv.vn